# Dobrila
Dobrila je priimek v Sloveniji, ki ga je po podatkih Statističnega urada Republike Slovenije na dan 1. januarja 2010 uporabljalo 81 oseb in je med vsemi priimki po pogostosti uporabe uvrščen na 5.200. mesto.

## Znani slovenski nosilci priimka
- Avguštin Dobrila, aktivist
- Evgen Dobrila (1929—2016), šolnik, pisec učbenikov za slovenske šole (Trst); pobudnik Partizanskega Pevskega Zbora Pinko Tomažič
- Irena Sirotič Dobrila, hunanitarna, socialnozdravstvena in turistična delavka na Koprskem
- Jurij Dobrila (*1958), arhitekt, unikatni oblikovalec stekla, kipar
- Karmen Dobrila, prevajalka (sestra Lorene Dobrila)
- Ksenija Dobrila, predsednica paritetnega odbora za slovensko manjšino v Italiji, predsednica SKGZ od 2019
- Lorena Dobrila, prevajalka (sestra Karmen Dobrila)
- Pavel Dobrila, zgodovinar
- Peter Dobrila (1894—?), borec, dr.pol./kulturni in športni delavec, rezbar, slikar, lovski pisatelj ...
- Peter Tomaž Dobrila (*1963), publicist, glasbenik, organizator novomedijskih umetnosti
- Petra Dobrila (1920—2006), učiteljica (Bralna značka)
- Saša Dobrila (1922—1992), ilustrator, lutkovni režiser in risar stripov
- Silvana Dobrila, zborovodkinja v zamejstvu

## Znani tuji nosilci priimka
- Juraj Dobrila (1812—1882), hrvaško-istrski rimskokatoliški škof (poreško-puljski in tržaško-koprski)